# En el Cuarto de Nico
En el cuarto de Nico es el segundo sencillo y la cuarta canción del álbum Puertas de la banda de rock uruguaya El Cuarteto de Nos, publicado el 13 de marzo de 2025 vía plataformas digitales, bajo el sello de Porfiado Records y Altafonte.
Antes de su lanzamiento oficial, la banda lanzó un adelanto de 30 segundos de la canción en Youtube y disponible solo para clientes de YouTube Music Premium en ese momento. Posteriormente, el avance fue difundido tanto en Instagram como en Facebook y TikTok. En esta última plataforma, la banda publicaría un segundo adelanto a modo de audio, correspondiente a un fragmento de la canción con casi 1 minuto de duración.

## Vídeo musical
El videoclip de la canción fue dirigido por Julia Conde y Magality, quienes ya habían trabajado anteriormente con la banda para la dirección del vídeo musical de la versión en vivo de «El Cinturón Gris». 
Se trata de una animación en la que se nos presenta a un pequeño gato negro llamado Adorno, quien se encuentra dentro de la inmensidad del cuarto de Nico (personaje principal de la canción) y su gran variedad de objetos que lo rodea, los cuales son mencionados en repetidas ocasiones dentro de la letra de la canción y que hacen referencia al significado de la misma. Adorno encuentra una llave, la cual le causa curiosidad e intenta utilizarla en varias partes del cuarto mientras se desarrollan distintos eventos al rededor de él que contrastan con la narración de la letra del sencillo. 
La animación también presenta referencias a otros trabajos de la banda, tales como referencias a los sencillos de «El Cinturón Gris» y «La Ciudad sin Alma» (del álbum Lámina Once), referencias a los álbumes Porfiado, Raro y Apocalipsis Zombi; al igual que a trabajos de otros grupos musicales, tales como referencias a Virus, The Beatles, Led Zeppelin, Twenty One Pilots y los Red Hot Chilli Peppers.

## Personal
- Roberto Musso: voz principal
- Álvaro Pintos: batería y percusiones
- Gustavo "Topo" Antuña: guitarra eléctrica y coros
- Santiago Marrero: bajo, teclados y coros

Músicos invitados
- Luis Angelero: guitarras y coros
- Matías Craciun: violín
- Clara Kruk: violín
- Leticia Gambaro: violín
- Rodrigo Riera: cello
- Juan Olivera : corneta y fliscorno